# 2004 EJ96
2004 EJ96, também escrito como 2004 EJ96, é um objeto transnetuniano que está localizado no Cinturão de Kuiper, uma região do Sistema Solar. Este corpo celeste é classificado como um plutino, pois, o mesmo está em uma ressonância orbital de 2:3 com o planeta Netuno. Ele possui uma magnitude absoluta de 8,0 e tem um diâmetro estimado com 111 km.

## Descoberta
2004 EJ96 foi descoberto no dia 15 de março de 2004 pelo astrônomo Marc W. Buie.

## Órbita
A órbita de 2004 EJ96 tem uma excentricidade de 0,243 e possui um semieixo maior de 39,807 UA. O seu periélio leva o mesmo a uma distância de 30,121 UA em relação ao Sol e seu afélio a 49,492 UA.